# Романчук, Александр Богданович
Алекса́ндр Богда́нович Романчу́к (укр. Олександр Богданович Романчук; 16 декабря 1999, Коломыя) — украинский футболист, защитник румынского клуба «Университатя».

## Клубная карьера
Воспитанник ДЮСШ «Прикарпатье», в футболке которой выступал с 2013 по 2016 год. Накануне старта сезона 2016/17 перешёл во «Львов», выступавший в любительском чемпионате Украины (17 матчей). За первую команду львовян на профессиональном уровне дебютировал 9 июля 2017 года в победном (2:0) домашнем поединке 1-го предварительного раунда кубка Украины против кременчугского «Кременя». Александр вышел на поле на 60-й минуте, заменив Сергея Кисленко. Во Второй лиге Украины дебютировал 15 июля 2017 года в победном (4:3) домашнем поединке 1-го тура группы А против черновицкой «Буковины». Романчук вышел на поле в стартовом составе, на 36-й минуте получил жёлтую карточку, а на 56-й минуте его заменил Евгений Кравцов. В сезоне 2017/18 сыграл 27 матчей во Второй лиге и 4 поединка в кубке Украины.
В июле 2018 года отправился на просмотр в «Динамо», по результатам которого подписал контракт со столичным клубом. В сезоне 2018/19 сыграл 18 матчей за киевский клуб в молодёжном чемпионате Украины. В конце августа 2020 года покинул «Динамо» и отправился во «Львов». В футболке клуба из одноимённого города дебютировал в Премьер-лиге 12 сентября 2020 года в проигранном (0:4) выездном поединке 2-го тура против ковалёвского «Колоса». Александр вышел на поле на 73-й минуте, заменив Михкеля Айнсалу.

## Карьера в сборной
В футболке молодёжной сборной Украины дебютировал 21 марта 2019 года в ничейном (0:0) выездном товарищеском матче против Эстонии. Романчук вышел на поле на 66-й минуте, заменив Владислава Бабогло.